# Даунінґ-стріт
Даунінґ-стріт (англ. Downing Street) — вулиця в центрі Лондона (Вестмінстер), на якій розміщена резиденція прем'єр-міністра, міністерство іноземних справ і в справах Співдружності та інші державні установи Великої Британії.
У переносному значенні — британський уряд.